# Suisei no Gargantia
Suisei no Gargantia (翠星のガルガンティア Suisei no Garugantia?) es una serie de anime japonesa producida por Production I.G y dirigida por Kazuya Murata. Empezó a transmitirse el 7 de abril de 2013.

## Argumento
En un futuro lejano, la humanidad ha conseguido llegar hasta las estrellas y han formado la Alianza Galáctica de la Humanidad. La Alianza está llevando a cabo una guerra con una especie alienígena en forma de calamares llamada Hideauze. El Segundo Teniente Ledo con 16 años de edad es un soldado de la Alianza Galáctica, pilotando un robot humanoide con la con forma de traje de batalla y que lo llama "Chamber". Después de un intento fallido por parte de la Alianza de destruir la super arma del enemigo, durante la retirada Ledo se desengancha de la nave y se cae en un agujero de gusano perdiendo el conocimiento. Cuando se despierta, se entera de que ha estado en estado de crio-stasis durante 6 meses dentro de Chamber, mientras sus heridas se estaban sanando. Ledo ha sido "encontrado" por un grupo variado de humanos "primitivos" en la flota marina Gargantia. Chamber le dice que analizando las estrellas cercanas y su posición puede afirmar que el planeta es La Tierra, el lugar de nacimiento de la humanidad, un lugar que los miembros de la Alianza sólo conocían por las historias y que se creía era un mito.

## Personajes

### Principales
Ledo (レド Redo?)
Seiyū: Kaito Ishikawa
Es el protagonista principal, un joven de 16 años de edad, alférez de la Alianza Galáctica de la Humanidad. Entrenado como un soldado desde su nacimiento, Ledo se encuentra náufrago en la Tierra al caer en una falla espacio-tiempo del portal donde se retiraban las tropas de la Alianza Galáctica después de un intento fallido por parte del ejército de destruir el planeta natal de los “Hideauze”. A medida que interactúa con su nuevo entorno y se acostumbra a la tripulación de la flota Gargantia, Ledo se expone a algunos conceptos de la sociedad humana, como el entretenimiento, la cooperación y la tolerancia, que quedaron en el olvido por su civilización debido a su permanente estado de guerra total contra los “Hideauze”. Ledo gradualmente crece unido a sus nuevos amigos en Gargantia, especialmente Amy.
Amy (エイミー Eimī?)
Seiyū: Hisako Kanemoto
Una mensajera de 15 años de edad que se encuentra con Ledo cuando él se despierta de la hibernación y le ayuda como guía. Ella se convierte en la primera amiga de Ledo, y de todos los miembros de Gargantia, es la que más se acerca a él. Por lo general le hace compañía y fomenta sus esfuerzos para adaptarse a sí mismo en medio de la flota. Con el tiempo se empieza a enamorar de él.

### Secundarios
Bebel (ベベル Beberu?)
Seiyū: Yūka Terasaki
Es el hermano pequeño de Amy. Tiene una enfermedad cardíaca que pone en peligro su salud, por lo que suele estar postrado en la cama, y sólo se mueve con una silla de ruedas. Se hace amigo de Ledo, quien lo trata como a un hermano más joven.
Saaya (サーヤ Sāya?)
Seiyū: Ai Kayano
Amiga de Amy y una mensajera de 15 años de edad.
Melty (メルティ Meruti?)
Seiyū: Kana Asumi
Una mensajera de 14 años de edad, quien también es amiga de Amy. Deja el Gargantia junto con las muchas personas que deciden seguir el plan de Pinion de ir a cazar tesoros en el nido de los calamares-ballena.
Bellows (ベローズ Berōzu?)
Seiyū: Shizuka Itō
Ella tiene 18 años de edad, es líder del equipo de excavación del Gargantia.
Ridget (リジット Rijitto?)
Seiyū: Sayaka Ohara
Es funcionaria de alto rango en el Gargantia, tiene 22 años de edad. Es la segunda al mando del comandante Fairlock en la Flota Gargantia, y la hija de su predecesor, Chevron. Tras la muerte de Fairlock, ella asume el control como comandante de la flota, a raíz del último deseo de éste.
Pinion (ピニオン Pinion?)
Seiyū: Katsuyuki Konishi
El jefe de los reparadores del Gargantia. Su hermano mayor fue asesinado por un calamar-ballena, y al enterarse de la intención de Ledo para exterminarlos debido a su conexión con los Hideauze, decide ayudarle con la pretensión de explorar el territorio de los calamares-ballena para el trabajo de rescate de los tesoros perdidos de la civilización. Después de que Ledo limpia el área de los calamares-ballena, Pinion usa la tecnología rescatada por la tripulación para establecer su propia flota, que más tarde se anexó a la flota de Kugel. En esa ocasión, Pinion es nombrado como jefe técnico de la flota de Kugel a cargo de desarrollar armas para ellos. Cuando se entera de que la próxima flota que Kugel va a atacar es el Gargantia, él se revela al igual que Lukkage.
Fairlock (フェアロック Fearokku?)
Seiyū: Hideaki Tezuka
El actual comandante de la flota del Gargantia, quien a pesar de estar enfermo, se niega a renunciar a su puesto. Nombra a Ridget como su sucesor antes de morir.
Kugel (クーゲル Kūgeru?)
Seiyū: Yūki Ono
Es el superior de Ledo en la Alianza Galáctica de la Humanidad, que desaparece después de que él decide quedarse para permitir que Ledo y los otros escapen después de su fallido ataque contra los Hideauze. Ledo finalmente se pone en contacto con su robot Striker Caliber Machine y se entera de que al igual que él, se quedó varado en la Tierra y se unió a una flota, pero a diferencia de Ledo, se mantuvo dentro de su Striker debido a una enfermedad que le impide salir, tomó el control de la flota que lo encontró, e instauró un régimen militarista totalitario con la excusa de mejorar la fuerza y eficacia de esa civilización. Sin embargo, se reveló más tarde que Kugel llevaba mucho tiempo muerto y su Striker se hacía pasar por él en su lugar.
Lukkage (ラケージ Rakēji?)
Seiyū: Ayumi Tsunematsu
Una líder de los piratas que lanzó un ataque contra el Gargantia después de que Ledo matara a algunos de sus hombres para proteger el Gargantia y su tripulación. Algún tiempo después de ser derrotada por las fuerzas del Gargantia con la ayuda de Ledo,  reaparece como parte de la flota de Kugel, que estaba bajo el control de su máquina Striker. En el final ella decide rebelarse contra esta flota y ayuda al Gargantia y a Ledo a destruirla para que su civilización actual no cambie.

### Machine Calibers
Unos robots humanoides (Mecha) muy avanzados, utilizados por la Alianza Galáctica de la Humanidad, que se usan para la guerra cuando los humanos pelean contra los "Hideauze" en el espacio.
Chamber (チェインバー Cheinbā?)
Seiyū: Tomokazu Sugita
Chamber es el nombre que utiliza Ledo para hablar con la IA de su robot humanoide. Chamber se describe como un programa diseñado específicamente para asegurar un rendimiento excelente en su misión asignada. Como Ledo y la gente de La Tierra no hablan el mismo idioma, Chamber suele hacer de traductor. También es utilizado para ayudar en la flota del Gargantia al defenderlos de los piratas o hacer otras tareas no militares.
Striker (ストライカー Sutoraikā?)
Seiyū: Ayumi Fujimura
Una robot de la Alianza Galáctica de la Humanidad diseñada para los soldados de mayor rango utilizado por Kugel.  Originalmente se creía que servía como sistema de apoyo a la vida de Kugel, que de alguna manera era incapaz de salir de su cabina debido a una enfermedad, pero se reveló más tarde que la propia máquina humanoide Striker estaba ordenando a la flota en lugar de él, ya que el Kugel real murió hace mucho tiempo en el interior de esa robot.

## Contenido de la obra

### Manga
El manga está basado en el anime, siendo este una adaptación.

### Anime
El anime es dirigido por Kazuya Murata y producido por Production I.G y el diseño de los personajes va a cargo de Hanaharu Naruko. Gen Urobuchi es el supervisor y el escritor del guion. Se estrenó en Tokyo MX el 7 de abril de 2013, y es retransmitido via streaming por Crunchyroll. El 30 y 31 de marzo de 2013, en la Anime Contents Expo, Bandai Visual dio 8000 copias de los primeros 2 episodios en un Blu-ray Disc. El opening es Kono Sekai wa Bokura o Matte Ita (この世界は僕らを待っていた?  "Este mundo nos ha estado esperando") de Minori Chihara mientras que el ending es Sora to Kimi no Message (空とキミのメッセージ?  "El cielo y tu mensaje") de ChouCho.

#### Episodios
En la siguiente tabla se listan los episodios de la serie, su rōmaji y kanji  correspondiente, y la fecha de emisión en Japón.
| #  | Título                                                                      | Estreno             |
| -- | --------------------------------------------------------------------------- | ------------------- |
| 01 | «Náufrago» «Hyōryūsha» (漂流者)                                             | 7 de abril de 2013  |
| 02 | «El planeta donde todo empezó.» «Hajimari no Wakusei» (始まりの惑星)        | 14 de abril de 2013 |
| 03 | «La malvada emperatriz» «Burai no jotei» (無頼の女帝)                       | 21 de abril de 2013 |
| 04 | «La flauta de los recuerdos» «Tsuioku no Fue» (追憶の笛)                    | 28 de abril de 2013 |
| 05 | «Día de calma» «Nagi no Hi» (凪の日)                                        | 5 de mayo de 2013   |
| 06 | «Festival» «Shanikusai» (謝肉祭)                                            | 12 de mayo de 2013  |
| 07 | «El deber de un soldado» «Heishi no Sadame» (兵士のさだめ)                  | 19 de mayo de 2013  |
| 08 | «Separación» «Bunri» (分離)                                                 | 26 de mayo de 2013  |
| 09 | «El secreto del fondo del mar!» «Umi no himitsu» (海の秘密)                 | 2 de junio de 2013  |
| 10 | «Isla de ambición» «Yabō no Shima» (野望の島)                               | 9 de junio de 2013  |
| 11 | «Rey del Terror» «Kyōfu no Haō» (恐怖の覇王)                                | 16 de junio de 2013 |
| 12 | «Momentos de decisiones» «Ketsudan no Toki» (決断のとき)                    | 23 de junio de 2013 |
| 13 | «La Leyenda del Planeta Verde» «Midori no Hoshi no Densetsu» (翠の星の伝説) | 30 de junio de 2013 |